# Bad Birnbach
Bad Birnbach è un comune tedesco di 5 533 abitanti, situato nel land della Baviera.
Cittadini Illustri : Patrick Nerici